# Scaphinotus
Scaphinotus is een geslacht van kevers uit de familie van de loopkevers (Carabidae). De wetenschappelijke naam van het geslacht is voor het eerst geldig gepubliceerd in 1826 door Dejean.

## Soorten
Het geslacht Scaphinotus omvat de volgende soorten:
- Scaphinotus aeneicollis Beutenmuller, 1903
- Scaphinotus andrewsii Harris, 1839
- Scaphinotus angulatus Harris, 1839
- Scaphinotus angusticollis Mannerheim, 1824
- Scaphinotus behrensi Roeschke, 1907
- Scaphinotus bilobus Say, 1825
- Scaphinotus bullatus Van Dyke, 1924
- Scaphinotus cavicollis LeConte, 1859
- Scaphinotus cordatus LeConte, 1853
- Scaphinotus crenatus Motschulsky, 1859
- Scaphinotus cristatus Harris, 1839
- Scaphinotus debilis (LeConte, 1853)
- Scaphinotus elevatus Fabricius, 1787
- Scaphinotus fissicollis LeConte, 1853
- Scaphinotus guyoti LeConte, 1866
- Scaphinotus hatchi Beer, 1971
- Scaphinotus hoffmani (Barr, 2009)
- Scaphinotus hubbardi Schwarz, 1895
- Scaphinotus imperfectus Horn, 1860
- Scaphinotus incompletus Schwarz, 1895
- Scaphinotus infletus Allen & Carlton, 1988
- Scaphinotus interruptus Menetries, 1844
- Scaphinotus johnsoni Van Dyke, 1924
- Scaphinotus kelloggi Dury, 1912
- Scaphinotus labontei van den Berghe, 1994
- Scaphinotus levis Barr,
- Scaphinotus liebecki Van Dyke, 1936
- Scaphinotus lodingi Valentine, 1935
- Scaphinotus longiceps Van Dyke, 1924
- Scaphinotus macrogonus Bates, 1891
- Scaphinotus manni Wickam, 1919
- Scaphinotus marginatus Fischer, 1822
- Scaphinotus merkeli Horn, 1890
- Scaphinotus mexicanus Bates, 1882
- Scaphinotus obliquus LeConte, 1868
- Scaphinotus oreophilus Rivers, 1890
- Scaphinotus parisianus Allen & Carlton, 1988
- Scaphinotus petersi Roeschke, 1907
- Scaphinotus punctatus LeConte, 1874
- Scaphinotus regularis Le Conte, 1884
- Scaphinotus reichlei (Barr, 2009)
- Scaphinotus relictus Horn, 1881
- Scaphinotus ridingsii (Bland, 1863)
- Scaphinotus riversi Roeschke, 1907
- Scaphinotus rugiceps Horn, 1872
- Scaphinotus schwarzi Beutenmuller, 1913
- Scaphinotus snowi (LeConte, 1881)
- Scaphinotus striatopunctatus (Chaudoir, 1844)
- Scaphinotus subtilis Schaum, 1863
- Scaphinotus tenuis Casey, 1914
- Scaphinotus tricarinatus (Casey, 1914)
- Scaphinotus tusquitee Barr,
- Scaphinotus unicolor Fabricius, 1787
- Scaphinotus unistriatus Darlington, 1931
- Scaphinotus valentinei Barr,
- Scaphinotus vandykei Roeschke, 1907
- Scaphinotus velutinus (Menetries, 1843)
- Scaphinotus ventricosus Dejean, 183
- Scaphinotus viduus Dejean, 1826
- Scaphinotus violaceus (LeConte, 1863)
- Scaphinotus webbi Bell, 1959